# Urs Freuler
Urs Freuler (Bilten, 6 de novembro de 1958) é um desportista suíço que competiu no ciclismo na modalidade de pista, especialista nas provas de keirin, perseguição por equipas e pontuação; ainda que também disputou carreiras de rota. Em pista foi 10 vezes campeão mundial, 8 títulos em pontuação e 2 em keirin; em estrada destacam os quinze triunfos de etapa no Giro d'Italia, bem como numerosas vitórias em provas curtas de seis dias, critériums ou clássicas.
Ganhou 15 medalhas no Campeonato Mundial de Ciclismo em Pista entre os anos 1978 e 1989.
Participou nos Jogos Olímpicos de Verão de 1980, ocupando o 8.º lugar na prova de perseguição por equipas.
Após retirar da competição, seguiu unido ao mundo do ciclismo, de 2002 a 2005 foi director desportivo do conjunto Phonak Hearing Systems.

## Medalheiro internacional
| Campeonato Mundial | Campeonato Mundial                 | Campeonato Mundial | Campeonato Mundial          |
| Ano                | Lugar                              | Medalha            | Competição                  |
| ------------------ | ---------------------------------- | ------------------ | --------------------------- |
| 1978               | Munique ( Alemanha Ocidental)      | Medalha de bronze  | Perseguição por equipas (A) |
| 1979               | Amesterdão ( Países Baixos)        | Medalha de bronze  | Pontuação (A)               |
| 1981               | Brno ( Tchecoslováquia)            | Medalha de ouro    | Pontuação (P)               |
| 1982               | Leicester ( Reino Unido)           | Medalha de ouro    | Pontuação (P)               |
| 1983               | Zurique ( Suíça )                  | Medalha de ouro    | Pontuação (P)               |
| 1983               | Zurique ( Suíça )                  | Medalha de ouro    | Keirin (P)                  |
| 1984               | Barcelona ( Espanha)               | Medalha de ouro    | Pontuação (P)               |
| 1984               | Barcelona ( Espanha)               | Medalha de bronze  | Keirin (P)                  |
| 1985               | Bassano ( Itália)                  | Medalha de ouro    | Pontuação (P)               |
| 1985               | Bassano ( Itália)                  | Medalha de ouro    | Keirin (P)                  |
| 1986               | Colorado Springs ( Estados Unidos) | Medalha de ouro    | Pontuação (P)               |
| 1986               | Colorado Springs ( Estados Unidos) | Medalha de bronze  | Keirin (P)                  |
| 1987               | Viena ( Áustria)                   | Medalha de ouro    | Pontuação (P)               |
| 1987               | Viena ( Áustria)                   | Medalha de bronze  | Keirin (P)                  |
| 1989               | Lyon ( França)                     | Medalha de ouro    | Pontuação (P)               |

## Palmarés

### Estrada
| - 1981 - 1 etapa do Volta à Romandia - 1 etapa da Volta à Suíça - 1 etapa do Tour de France - 1982 - 3 etapas do Giro d'Italia - 1 etapa da Volta à Suíça - 1 etapa do Giro di Sardegna - 1983 - 2 etapas da Volta à Suíça - 1 etapa do Giro di Sardegna - 1 etapa do Giro do Trentino - 1984 - 4 etapas do Giro d'Italia e Classificação por Pontos - 1985 - 3 etapas do Giro d'Italia - 1 etapa da Volta à Suíça - GP Kanton Aargau - Tour de Berna - 1 etapa do Giro do Trentino - 1 etapa do Giro di Puglia - 1 etapa da Settimana Ciclistica Internazionale - 2.º no Campeonato da Suíça em estrada - 1986 - 1 etapa do Giro d'Italia - 1 etapa da Volta à Suíça - G.P. Pino Cerami | - 1987 - 1 etapa do Giro d'Italia - 1 etapa da Volta à Suíça - 1 etapa do Giro dei Puglia - 1988 - 1 etapa do Giro d'Italia - 1 etapa da Volta à Suíça - Tour de Berna - 1 etapa da Étoile de Bessèges - 2 etapas da Volta à Dinamarca - 1989 - 2 etapas do Giro d'Italia - 2 etapas do Volta à Romandia - 1 etapa da Volta à Suíça - 1 etapa da Tirreno-Adriático - 1990 - 2 etapas do Volta à Romandia - 1 etapa da Semana Catalã - 1992 - New Jersey National Bank Classic |

### Pista
| - 1980 - Campeão da Europa em Omnium - 1981 - Campeonato Mundial de pontuação - Campeão da Europa de Velocidade - Campeão da Europa em Omnium Endurance - Campeonato da Suíça no Quilómetro - Campeonato da Suíça em Pontuação - 3.º no Campeonato da Suíça em Velocidade - 1982 - Campeonato Mundial de pontuação - 2.º em Campeonato da Europa em Omnium Endurance - 1983 - Campeonato Mundial de pontuação - Campeonato Mundial de Keirin - Campeonato da Suíça no Quilómetro - 2.º em Campeonato da Europa em Velocidade - 3.º em Campeonato da Europa em Omnium Endurance - 1984 - Campeonato Mundial de pontuação - 3.º no Campeonato Mundial de Keirin - 1985 - Campeonato Mundial de pontuação - Campeonato Mundial de Keirin - Campeonato da Suíça em perseguição - 2.º em Campeonato da Europa em Omnium Endurance | - 1986 - Campeonato Mundial de pontuação - 3.º no Campeonato Mundial de Keirin - Campeonato da Suíça no Quilómetro - Campeonato da Suíça em pontuação - 1987 - Campeonato Mundial de pontuação - Campeão da Europa em Omnium Endurance - Campeonato da Suíça no Quilómetro - 2.º em Campeonato da Europa em madison - 1989 - Campeonato Mundial de pontuação - Campeonato da Suíça em pontuação - 1990 - Campeonato da Suíça em pontuação - 1991 - Campeonato da Suíça em pontuação - 1992 - Campeonato da Suíça em pontuação |

## Resultados nas grandes voltas
| Carreira           | 1980 | 1981 | 1982 | 1983 | 1984 | 1985 | 1986 | 1987 | 1988 | 1989 | 1990 | 1991 | 1992 | 1993 | 1994 | 1995 | 1996 | 1997 |
| ------------------ | ---- | ---- | ---- | ---- | ---- | ---- | ---- | ---- | ---- | ---- | ---- | ---- | ---- | ---- | ---- | ---- | ---- | ---- |
| Giro d'Italia      | -    | -    | 99.º | 99.º | 99.º | 64.º | 99.º | 48.º | 24.º | 46.º | 12.º | -    | -    | -    | -    | -    | -    | -    |
| Tour de France     | -    | Ab.  | -    | -    | -    | -    | -    | -    | -    | -    | -    | -    | -    | -    | -    | -    | -    | -    |
| Volta a Espanha    | -    | -    | -    | -    | -    | -    | -    | -    | -    | -    | -    | Ab.  | -    | -    | -    | -    | -    | -    |
| Mundial em Estrada | -    | -    | 19.º | -    | -    | Ab.  | -    | -    | -    | -    | -    | -    | -    | -    | -    | -    | -    | -    |

## Reconhecimentos
- Mendrisio de Ouro (1985)
- Desportista Suíço do ano (1982 e 1983)